# جرج دوم
جرج دوم با نام کامل جرج آگوستوس (به انگلیسی: George Augustus) و در آلمانی گئورگ آگوست (به آلمانی: Georg August) (زادهٔ ۱۰ نوامبر ۱۶۸۳ - درگذشتهٔ ۲۵ اکتبر ۱۷۶۰) مارکیز و دوک کمبریج از ۱۷۰۶ تا ۱۷۲۷ و سپس پادشاه بریتانیای کبیر و ایرلند از ۱۷۲۷ تا ۱۷۶۹ بود. او تنها پسر جرج یکم بود و باوجودی‌که نسبت به پدرش بیشتر در مسایل حکومتی انگلستان خود را دخالت می‌داد اما به دلیل نداشتن اعتماد به نفس کافی بیشتر به وزرایش به ویژه سر رابرت والپول متکی بود. در عین‌حال علاقه‌مندی جرج دوم به مسایل نظامی سبب شد تا او در جنگ‌های جانشینی اتریش (۱۷۴۰–۱۷۴۸) علیه فرانسویان وارد نبرد شود و آخرین پادشاه انگلیسی‌ای باشد که ارتشش را در جنگ فرماندهی کند.

## زندگی

### سال‌های نخستین
جرج دوم با نام جرج آگوستوس در ۱۰ نوامبر ۱۶۸۳ در قلعهٔ هِرِنهاوزن در هانوفر زاده شد. او تنها فرزند جرج، شاهزادهٔ برونسویک-لونبرگ (بعدتر شاه جرج یکم بریتانیای کبیر) و شاهدخت سوفی دوروتی زل، دخترعمهٔ جرج بود. اما جرج در ۱۶۹۴ همسرش را به اتهام زنا طلاق داد و او را به حبس ابد در قلعهٔ آهلدن محکوم ساخت. پس از این اتفاق جرج آگوستوس نیز برای همیشه از دیدار مادرش محروم شد.
جرج در هانوفر پرورش یافت و در ۱۷۰۵ با کارولین آنسپاخ که زنی باهوش و زیباروی بود ازدواج کرد. پس از آنکه جرج یکم در ۱۷۱۴ به پادشاهی بریتانیای کبیر رسید همراه با او به انگلستان رفت و پس از برتخت نشستن پدرش، او نیز عنوان شاهزادهٔ ولز را دریافت داشت. با این حال روابط بین پدر و پسر کاملاً تیره بود و آن دو تا آنجا که ممکن بود از دیدار با یکدیگر اجتناب می‌کردند. حتی شاه یکبار به جرج و همسرش اجازهٔ دیدار فرزندانشان را هم نداد که این موضع به شدت خشم آنان را برانگیخت.
به دنبال مشاجرهٔ جرج و پدرش در انظار عمومی در ۱۷۱۷، لیسستر هاوس، اقامتگاه ولیعهد در لندن مکانی شد برای گردهم آمدن اعضای ناراضی حزب ویگ به رهبری رابرت والپول و ویسکونت چارلز تاونشند. اما آشتی نه‌چندان گرم شاه و ولیعهد در ۱۷۲۰ سبب شد تا والپول دوباره به خدمت جرج یکم درآمده و به یکی از وزرای پیشروی او بدل شود که این موضوع نارضایتی جرج دوم را از او به همراه داشت.

### پادشاهی بریتانیای کبیر
جرج یکم در ۱۱ ژوئن ۱۷۲۷ درگذشت و پسرش جرج آگوستوس با عنوان جرج دوم در وست‌مینستر ابی تاجگذاری کرد. او پس از در دست گرفتن قدرت در صدد بیرون کردن والپول از کابینهٔ خود بود که با دخالت همسرش کارولین از این کار منصرف شد.
جرج دوم در دو دههٔ نخست حکومتش پیشرفت‌های داخلی و خارجی را به‌دقت زیر نظر داشت و از سیاست‌های صلح‌طلبانهٔ والپول حمایت می‌کرد و حتی به او اجازه داد تا با استفاده از پشتیبانی سلطنتی به تقویت موضع خود در پارلمان بپردازد. بدین ترتیب والپول موفق شد تا به مدت ۱۲ سال، بریتانیا را از ورود به هرگونه درگیری در قاره به‌دور نگاه دارد. با این حال جرج دوم برخلاف میل او در ۱۷۳۹ وارد جنگ با اسپانیا شد و در ادامهٔ آن در دههٔ ۱۷۴۰ و به‌دنبال بروز جنگ بر سر جانشینی در اتریش که کشورهای مختلف اروپایی درگیرش بودند به جنگ با فرانسه علیه استیلای آن کشور بر اروپا پرداخت. جرج دوم آخرین پادشاه بریتانیا بود که خود شخصاً فرماندهی نیروهایش در میدان نبرد را برعهده گرفت و توانست پیروزی سرنوشت‌سازی را در نبرد دتینگن در ۱۶ ژوئن ۱۷۴۳ کسب نماید. هندل، آهنگساز آلمانی قطعهٔ Dettingen Te Deum را به‌افتخار این پیروزی برای او ساخت.
در ۱۷۴۲ دربار انگلستان شاهد نزاع جرج دوم با پسرش فردریک لوئیز، شاهزادهٔ ولز بود و این موضوع سبب شد تا شاهزاده رهبری گروهی که با چگونگی ادارهٔ کشور مخالف بودند را برعهده گیرد. این اعتراضات تا آنجا ادامه یافت که والپول در ۱۷۴۲ مجبور به استعفا شد. جرج کمی بعد جان کارترت (بعدتر ارل گرنویل) را جانشین او ساخت اما راهکارهای متبکرانهٔ کارترت مورد پذیرش محافل سیاسی نبود و با ادامه یافتن جنگ جانشینی اتریش و حضور انگلستان در آن، گروه‌های مخالف این فرصت را یافتند تا آن دو را به فدا کردن منافع انگلستان به نفع آلمان متهم سازند. سرانجام جرج دوم در برابر فشارهای پارلمان سر تعظیم فرود آورد و با استعفای کارترت موافقت نمود. ۱۴ ماه بعد وزرای کابینهٔ جرج با اقدام به استعفای دسته‌جمعی شاه را مجبور به پذیرش ویلیام پیت (بعدتر ارل چاتهام)، رقیب اصلی کارترت در دولت خود نمودند.
در ۱۷۴۶ نیروهای انگلیسی به فرماندهی دوک کامبرلند، دومین پسر جرج دوم، موفق به شکست نیروهای اسکاتلندی حامی چارلز ادوارد استوارت، نوهٔ شاه جیمز دوم، در نبرد کالودن در کالودن مور در اسکاتلند شدند. در این نبرد بیشتر سربازان اسکاتلندی کشته شدند و این شکست پایانی بود بر شورش‌های جاکوبایت‌ها برای بازگرداندن خاندان پادشاهی استوارت به قدرت.
حکومت جرج دوم همچنین شاهد جنگ‌های هفت ساله از ۱۷۵۶ تا ۱۷۶۳، تشکیل هند بریتانیا پس از نبرد پلاسی در ۱۷۵۷ و تصرف کبک در ۱۷۵۹ بود.

### سال‌های پایانی و مرگ
جرج در دههٔ پایانی عمر خود علاقه‌اش به مسائل سیاسی را از دست داد. او در طول جنگ‌های هفت ساله علیه فرانسه بیشتر یک ناظر بود و ابتکار عمل در دستان ویلیام پیت قرار داشت که توانست پیروزی را برای انگلستان به ارمغان بیاورد.
جرج دوم در ۲۵ اکتبر ۱۷۶۰ بر اثر دیکسیون آئورت در کاخ کنزینگتون در لندن درگذشت و در وست‌مینستر ابی در کنار همسرش ملکه کارولین که در ۱۷۳۷ درگذشته بود به‌خاک سپرده شد. پس از او نوه‌اش (پسر فردریک لوئیز) با عنوان جرج سوم جانشین او شد.